# مکنده‌ماهی

دهان یک مکنده‌ماهی

مکنده‌ماهی (نام علمی: Petromyzontiformes) نام یک راسته از رده دهان‌گردواران است. مکنده‌ماهی بالغ ممکن است با دهان مکنده دندانه‌ای و قیف‌مانند مشخص شود. نام رایج «مکنده‌ماهی» احتمالاً از لاتین lampetra گرفته شده است که ممکن است به معنی «سنگ لیس» است (لمبره به معنی «لیسیدن» + پترا «سنگ» باشد)، هرچند ریشه این کلمه نامشخص است.
حدود ۳۸ گونه موجود برجسته و پنج گونه منقرض شده شناخته شده است. گونه‌های گوشت‌خوار انگلی شناخته شده‌ترین نوع هستند و با چسبیدن به گوشت ماهی‌های دیگر و مکیدن خون آنها تغذیه می‌کند. از ۱۸ گونه گوشت‌خوار، نه گونه برای تولیدمثل از آب شور به آب شیرین مهاجرت می‌کنند (در بعضی از آنها جمعیت آب شیرین نیز وجود دارد) و نه گونه منحصراً در آب شیرین زندگی می‌کنند.

## پراکندگی
مکنده‌ماهی‌ها بیشتر در آب‌های ساحلی و شیرین زندگی می‌کنند و در بیشتر مناطق معتدل به جز در آفریقا یافت می‌شوند. بعضی از گونه‌ها (به عنوان نمونه Geotria australis , Petromyzon marinus و Entosphenus tridentatus) مسافت‌های قابل توجهی را در اقیانوس آزاد طی می‌کنند، که همین امر نشانگر عدم انزوای تولیدمثلی بین جمعیت‌ها است. گونه‌های دیگر در دریاچه‌های محصور در خشکی یافت می‌شوند. لاروها (آموکوت‌ها) آنها در برابر دمای بالای آب تحمل کمی دارند که این امر بیانگر این است که چرا در مناطق مدارگان پراکندگی ندارند.

## زیست‌شناسی
بالغان از نظر ظاهری به مارماهی‌ها شبیه هستند که دارای اجسام کشیده و بدون مقیاس هستند و طول آنها از ۱۳ تا ۱۰۰ سانتی‌متر می‌رسد. فاقد باله‌های زوجی، مکنده‌ماهی‌های بالغ دارای چشم‌های بزرگ، یک سوراخ بینی در بالای سر و هفت منفذ آبششی در هر طرف سر دارند.
بخش حلقی آن‌ها تقسیم می‌شود. بخش شکمی تشکیل یک لوله تنفسی است که توسط دریچه‌ای به نام velum از دهان جدا می‌شود. این یک سازگاری با شیوه تغذیه بالغان است، با جلوگیری از فرار مایعات بدن طعمه از طریق آبشش یا تداخل در تعویض گاز که با پمپاژ آب به داخل کیسه‌های آبشش و خارج از آن از طریق دهان صورت می‌گیرد.

## چرخه زندگی

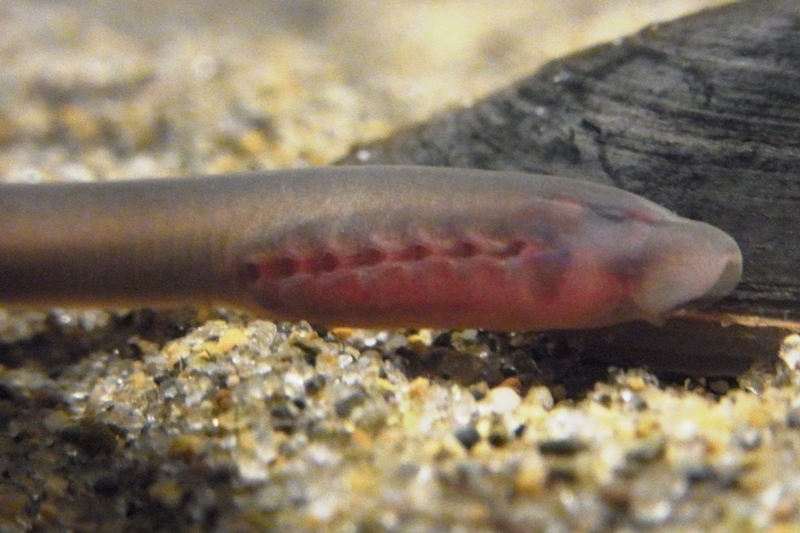
لارو Ammocoetes لامپری شرقی-بروک (Lethenteron reissneri). در آکیتا، ژاپن نمونه برداری شد. عکس در یک مخزن گرفته شده است.

بالغان در لانه‌های شن و ماسه و سنگریزه‌ها در جریان‌های زلال تخم‌ریزی می‌کنند و پس از بیرون آمدن از تخم‌ها، لاروهای جوان - که آموکویت نامیده می‌شوند - با جریان به سمت پایین دست حرکت می‌کنند تا اینکه در بسترهای گل و لای، به رسوبات نرم و ریز برسند و در آنجا فرو بروند. گل‌ولای و ماسه، وجود خود را به‌عنوان فیلتر تغذیه، جمع‌آوری آردها، جلبک‌ها و جانداران ریز.
چشم‌های لارو رشد چندانی ندارند، اما قادر به تشخیص نور هستند. آموکویت‌ها می‌توانند از ۸–۱۰ سانتی‌متر به حدود ۲۰ سانتی‌متر) رشد کنند. بسیاری از گونه‌ها در طول یک چرخه، روزانه تغییر رنگ می‌دهند، در روز تیره و در شب کم رنگ می‌شوند. پوست همچنین دارای گیرنده‌های نوری، سلول‌های حساس به نور است که بیشتر آنها در دم متمرکز شده‌اند، که به آنها کمک می‌کند تا مدفون باقی بمانند. مکنده‌ماهی‌ها ممکن است تا هشت سال به‌عنوان آموکویت سپری شوند، در حالی که گونه‌هایی مانند مکنده‌ماهی قطب شمال ممکن است فقط یک تا دو سال را به عنوان لارو سپری کنند، قبل از اینکه دچار دگردیسی شوند که به‌طور کلی ۳–۴ ماه طول می‌کشد، اما ممکن است تغییراتی بین گونه‌ها وجود داشته باشد. در حالی که تغییر شکل می‌دهند، آنها غذا نمی‌خورند.